# نخل‌های خیزرانی
نخل‌های خیزرانی (نام علمی: Chamaedorea) نام یک سرده از تیره نخل است.